# Halvor Lunn
Halvor Skramstad Lunn (* 18. September 1980 in Kongsberg) ist ein ehemaliger norwegischer Snowboarder. Er startete in der Disziplin Halfpipe.

## Werdegang
Lunn, der für den Kongsberg IF startete, trat international erstmals bei den Juniorenweltmeisterschaften 1999 auf der Seiser Alm in Erscheinung. Dort kam er auf den 19. Platz. Zu Beginn der Saison 2001/02 nahm er in Tignes erstmals am Snowboard-Weltcup der FIS teil und errang dabei den 18. Platz. Im weiteren Saisonverlauf kam er dreimal unter die ersten zehn, darunter Platz zwei in Alpe d’Huez, und erreichte mit dem achten Platz im Halfpipe-Weltcup sein bestes Gesamtergebnis. Beim Saisonhöhepunkt, den Olympischen Winterspielen 2002 in Salt Lake City, belegte er den 31. Platz. In der Saison 2002/03 errang er mit zwei Top-Zehn-Platzierungen, darunter Platz drei in Tandådalen, den 19. Platz und in der Saison 2003/04 mit zwei Top-Zehn-Platzierungen, darunter Platz drei in Valle Nevado, den 13. Platz im Halfpipe-Weltcup. Nach Platz 45 beim Weltcup in Saas-Fee zu Beginn der Saison 2004/05, errang er bei den Snowboard-Weltmeisterschaften 2005 in Whistler den 37. Platz und kam im Sungwoo Resort auf den zweiten Platz. Die Saison beendete er auf dem 14. Platz im Halfpipe-Weltcup. In der Saison 2005/06 holte er in Leysin seinen einzigen Weltcupsieg und absolvierte dort tags darauf seinen 23. und damit letzten Weltcup, welchen er auf dem zweiten Platz beendete. Er kam damit auf den 38. Platz im Gesamtweltcup und auf den neunten Rang im Halfpipe-Weltcup. Bei den Olympischen Winterspielen im Februar 2006 in Turin belegte er den 30. Platz.

## Teilnahmen an Weltmeisterschaften und Olympischen Winterspielen

### Olympische Winterspiele
- 2002 Salt Lake City: 31. Platz Halfpipe
- 2006 Turin: 30. Platz Halfpipe

### Snowboard-Weltmeisterschaften
- 2005 Whistler: 37. Platz Halfpipe

## Weltcupsiege und Weltcup-Gesamtplatzierungen

### Weltcupsiege
| Nr. | Datum           | Ort    | Disziplin |
| --- | --------------- | ------ | --------- |
| 1.  | 19. Januar 2006 | Leysin | Halfpipe  |

### Weltcup-Gesamtplatzierungen
| Saison  | Gesamt | Gesamt | Halfpipe | Halfpipe |
| Saison  | Punkte | Platz  | Punkte   | Platz    |
| ------- | ------ | ------ | -------- | -------- |
| 2001/02 | -      | -      | 1880     | 8.       |
| 2002/03 | -      | -      | 1050     | 19.      |
| 2003/04 | -      | -      | 1430     | 13.      |
| 2004/05 | -      | -      | 1196     | 14.      |
| 2005/06 | 2112   | 38.    | 2112     | 9.       |